# Ярослав Дуріх
Ярослав Дуріх (2 грудня 1886, Градец Кралове — 7 квітня 1962, Прага) — чеський письменник, поет.

## Діяльність
Ярослав Дуріх народився в Градец-Кралове в родині журналіста. Він рано втратив батьків, але зміг закінчити гімназію і медичний факультет Празького університету.
Дуріх став військовим лікарем, деякий час провів на фронтах Першої світової війни (в Галичині та Північній Італії). Ще в студентські роки він публікував в періодичній пресі перші вірші і переклади.
У 1915 році побачила світ його перша п'єса («Святий Георгій»), в 1919 році — перший роман «На горах» і перша збірка оповідань, «Три дукати», який зробив ім'я Дуріх досить відомим. У 1923 році Дуріх почав видавати журнал «Розмах», на сторінках якого активно висловлювався в тому числі на суспільно-політичні теми.
За своїми поглядами Дуріх був «правим» і ультра-католиком; він критикував Карела Чапека за його пацифізм, виступав проти соціалістів, ділився своїм неприйняттям вчення Яна Гуса. Дуріх часто опонував представники лівого табору. При цьому літературні твори Дуріха користувалися великим успіхом. Зокрема, він написав дві трилогії про Валленштейна (цикл романів «Блукання» і цикл оповідань «Реківем»), тетралогію про єзуїтів «Даремні слуги», видав ряд поетичних збірок. Напередодні Другої світової війни Дуріх скорегував свої позиції в сторону центризму. Він встиг примиритися з Чапеком напередодні його смерті. У 1939 році Дуріх пішов у відставку, перестав друкуватися і всі наступні роки вів усамітнене життя. Після комуністичного перевороту в Чехословаччині (1948 рік) Дуріха перестали видавати і називали тільки «колишнім письменником».
Його смерть в 1962 році залишилася непоміченою. Про Дуріх і його творах знову згадали тільки після «Оксамитової революції» 1989 року.
Написав про Закарпаття у своїй книзі «Чарівна лампа» 1926 рік